# U službi njenog Veličanstva (1969.)
U službi njenog Veličanstva (eng. On Her Majesty's Secret Service) britanski je akcijski triler iz 1969., šesti film o Jamesu Bondu, prvi i jedini s Georgeom Lazenbyjem u ulozi tajnog agenta MI6. Lazenby je tako postao drugi službeni James Bond, naslijedivši Seana Conneryja. Connery se poslije vratio u sljedećem filmu, Dijamanti su vječni (1971.). U filmu, Bond se suočava s Blofeldom koji pokušava proširiti zarazu pustivši "anđele smrti", djevojke ispranih mozgova ako se ne ispune njegovi zahtjevi. Bond se upoznaje, zaljubljuje i na kraju vjenčava s groficom Teresom di Vicenzo.
Ovo je jedini film iz serijala o Jamesu Bondu kojeg je režirao Peter R. Hunt, koji je bio montažer i pomoćnik redatelja na svim prethodnim filmovima.

## Produkcija
U službi njenog Veličanstva trebao je slijediti nakon Goldfingera, nakon toga je trebao naslijediti Operaciju Grom, da bi ipak došao nakon filma Samo dvaput se živi.
1967., nakon pet uspješnih James Bond filmova, Sean Connery odustao je od uloge. Kao njegovu zamjenu, producent Albert R. Broccoli prvo je izabrao Timothyja Daltona; međutim, Dalton je odbio ponudu, vjerujući kako je premlad te da je Connery predobar da ga se zamijeni. Harry Saltzman razmišljao je o Rogeru Mooreu, ali on je bio nedostupan jer je nastupao u popularnoj televizijskoj seriji, Svetac. Saltzman je razmišljao i o Jeremyju Brettu, koji je poslije postao poznat po ulozi Sherlocka Holmesa, nakon što ga je vidio u filmu My Fair Lady, ali je Broccoli na kraju odabrao australskog glumca Georgea Lazenbyja nakon što je glumac dogovorio "slučajni" susret s producentom. Broccoli je primijetio kako je Lazenby Bond-tip, fizički i karakterno, te mu ponudio audiciju.
Diana Rigg (grofica Teresa di Vicenzo, Tracy Bond) angažirana je poslije jer su producenti htjeli poznatu glumicu uz neafirmiranog Lazenbyja; prije ovog filma, Diana Rigg bila je popularna heroina Emma Peel u televizijskoj seriji Osvetnici.
Kad su pisali scenarij, producenti su odlučili napisati što vjerniju adaptaciju, koja će pratiti radnju romana: praktično sve u romanu se pojavilo na filmu. Toliko su se držali knjige da su napravili nekoliko grešaka vezanih uz vremenski kontinuitet jer film nije sniman po redu: Bond i Blofeld ne prepoznaju jedan drugog nakon što su se prvi put vidjeli, iako su se susreli licem u lice u prethodnom filmu, Samo dvaput se živi. Osim toga, u tom filmu je Bond rabio jedan mali uređaj za probijanje kodova - koristi ga i u ovom, samo što je ovaj veći i puno sporiji. U originalnom scenariju, Bond se podrgava plastičnoj operaciji kako ga neprijatelji ne bi prepoznali. Namjera je bila omogućiti neprepoznatljivom Bondu da uđe u Blofeldovo skrovište i tako pomogne publici da se privikne na novog glumca. Međutim, ova ideja je napuštena ignorirajući promjenu glumca, odluka koja se poslije pojavljivala u filmovima o Supermanu i Batmanu, ali i ostalim Bondovim filmovima.
Snimanje je počelo u Kantonu Bern, u Švicarskoj, u listopadu 1968., a snimalo se na više lokacija, uključujući sami glavni grad Bern i razne lokacije u planinama, kao što je sada slavni restoran "Piz Gloria", a završilo je u Portugalu, u svibnju 1969.
Uvriježilo se mišljenje kako je film loše prošao na box-officeu, ili da je bio veliki neuspjeh, ali to je netočno. Bio je to drugi financijski najuspješniji film godine, a nadmašio ga je samo Butch Cassidy i Sundance Kid. Film je u svijetu zaradio 87,400,000 dolara, 24 milijuna manje od Conneryjeva prethodnog filma, Samo dvaput se živi (1967.). Računajući inflaciju, ovaj film zaradio je više nego tri filma Rogera Moorea, kao i od dva filma Timothyja Daltona, ali ipak nije uspio nadmašiti Conneryjev neslužbeni film, Nikad ne reci nikad (1983.).
George Lazenby nije reprizirao ulogu u filmu Dijamanti su vječni. Mislio je kako će agent u smokingu biti arhaičan u liberalnim sedamdesetima. Ponuđen mu je ugovor na sedam filmova, potpisao je pismo namjere da će nastupiti u Dijamanti su vječni, a čak mu je isplaćen honorar (koji je vratio) prije odbijanja.
Na promotivnim plakatima za prethodni film, Samo dvaput se živi je pisalo: "Sean Connery IS James Bond". Ime Georgea Lazenbyja pojvljuje se ispod naslova - jedini glumac koji je tumačio Bonda čije je ime nije bilo iznad naslova. Obično je na posterima za Conneryjeve filmove pisalo "Albert R. Broccoli and Harry Saltzman present Sean Connery as James Bond 007 in Ian Flemings...", ali u Lazenbyjevu slučaju na posterima je pisalo "Albert R. Broccoli and Harry Saltzman present James Bond 007 in..." - potpuno zanemarujući Lazenbyjevo ime. Isti se slučaj ponavlja na uvodnoj špici, kad se Lazenbyjevo ime pojavljuje nakon što je najavljen film. Na nekim posterima Bond je bio "bezličan".
Više od 30 godina nakon objavljivanja, kritike filma ostaju podijeljene. Većina ležernih obožavatelja serijala zamjerili su da fali 'ono nešto', da je Lazenbyjeva izvedba preukočena te da film traje predugo. Drugi obožavatelji općenito gledaju na film kao jedan od najboljih u serijalu, naglašavajući spektakularne akcijske scene, vjernost originalnom romanu i emocionalnu dubinu, koja se nije ponovila sve do filma Casino Royale.

### Filmske lokacije
- London, Ujedinjeno Kraljevstvo
- Lisabon, Portugal
- Bern, Švicarska
- Piz Gloria, Švicarska

### Lokacije snimanja
- Pinewood Studios, Ujedinjeno Kraljevstvo
- London, Ujedinjeno Kraljevstvo
- Marlow, Ujedinjeno Kraljevstvo
- Piz Gloria, Švicarska
- Bern, Švicarska
- Lauterbrunnen, Švicarska
- Grindewald, Švicarska
- Lisabon, Portugal
- Estoril, Portugal

## Radnja
Filmska verzija U službi njenog Veličanstva u cijelosti je prenesena iz svojeg književnog predloška, uz nekoliko dodanih sekvenci.
Uvodna sekvenca kratko prikazuje gđicu. Moneypenny, M i Q-a kako raspravljaju gdje je 007, čija je lokacija nepoznata. Priča se prebacuje u Portugal, gdje James Bond vozi Aston Martina DBS na portugalskoj obali. Iznenada se straga pojavljuje žena u Mercury Cougaru i pretekne ga. Ubrzo on susreće isti auto parkiran uz cestu. Opazivši kako djevojka pokušava izvršiti samoubojstvo, Bond odlazi autom na plažu, ulazi u vodu i izvlači djevojku. Vraća je svijesti i predstavlja se. Nakon obračuna s dvojicom napadača, koje je Bond svladao, djevojka mu ukrade auto i odveze se plažom do svog Cougara, uskače u njega i nestaje.
Kasnije, u kasinu, Bond ugleda djevojku kako se kocka; ona upada u okladu koju ne može platiti, i kad izgubi, on je spašava plativši dug. Tracy ga poziva u svoju sobu da mu zahvali; u njezinoj sobi, na Bonda skače još jedan napadač i počinje tučnjava. Nakon što ga je porazio, Bond se vraća u svoju sobu, gdje pronalazi Tracy. Nakon što mu ona zaprijeti da će ga ubiti zbog zabave, Bond je razoruža i upita je tko je napadač u njezinoj sobi. Tracy mu ništa ne odgovara.
Ujutro, ona nestaje. Kasnije tog jutra, dok Bond napušta hotel, nekoliko muškaraca ga otima - među njima je i napadač iz Tracyne sobe - i vode ga na sastanak s Marcom-Ange Dracom (Gabriele Ferzetti) - šefom velikog europskog kriminalnog sindikata Union Corse.
Bond odmah prepoznaje Dracoa, ali mu Draco otkriva jednu činjenicu koju nije znao: žena koju je Bond spasio - je njegova jedina kćer. Draco mu otkriva i neke stvari iz njene problematične prošlosti i ponudi Bondu miraz od milijun funti ako se oženi njome. Bond odbija, ali nastavlja viđati Tracy pod uvjetom da mu Draco otkrije gdje se skriva Ernst Stavro Blofeld (Telly Savalas), šef SPECTRE-e.
Bond se vrača u MI6 gdje se razbješnjuje nakon što su mu rekli da Blofeld više nije njegov zadatak, nakon čega daje otkaz. Nakon što je M prihvatio otpusno pismo bez prigovora, Bond shvaća kako je Moneypenny zamijenila njegove riječi iz kako daje otkaz u kako traži dva tjedna odmora. Shvativši kako može hvatati Blofelda i da ne daje otkaz u MI6-u, zahvaljuje joj i polazi na Dracovu rođendansku proslavu u Portugal.
Na proslavi, Draco kaže Bondu da je njegova sljedeća postaja u potjeri odvjetnička firma u Bernu, u Švicarskoj.
Bond i Tracy odlaze u Bern s Dracom kako bi istražili odvjetničke veze s Blofeldom. Tražeći ured, Bond pronalazi Blofeldovu vezu s londonskim College of Arms. Blofeld pokušava sebi priskrbiti titulu 'grofa Balthazara de Bleuchampa'. Njegova veza s londonskom školom je genealog sir Hillary Bray. Bond posjećuje M kod kuće i dobiva dozvolu da opet počne istragu o Blofeldu.
Predstavljajući se kao Bray, Bond posjećuje Blofelda koji je osnovao kliniku za istraživanje na vrhu Piz Gloria u švicarskim Alpama. Prerušen, Bond se upoznaje s deset djevojaka. One su pacijentice u institutu koje su tu zbog alergije na hranu i fobija. Zapravo, djevojkama se ispire mozak kako bi, na Blofeldovu naredbu, distribuirale biološko oružje u dijelove svijeta iz kojeg dolaze.
Bondov manjak požudnosti odaje ga Blofeldovoj pomoćnici Irmi Bunt, koja ga zarobljava kad je drugi put posjetio sobu jedne od "pacijentica". Bond uspijeva pobjeći iz zarobljeništva kroz kontrolnu sobu žičare Piz Glorie, skijajući dalje niz Piz Gloriju, a slijede ga Blofeld i njegovi ljudi. Dolazi u selo Mürren gdje nailazi na Tracy, koja u Švicarskoj traži njega. Nakon što su se uspješno riješili pratnje, snježna oluja prisiljava ih da se sakriju u štalu. Bond izjavljuje ljubav Tracy i zaprosi je, a ona pristaje. Sljedeće jutro Blofeld zarobljava Tracy i ostavlja Bonda da ga ubije lavina koju je sam prouzročio.
Blofeld namjerava ucijeniti cijeli svijet prijetnjom uništavanja svjetske poljoprivrede, koristeći pacijentice ispranih mozgova kao bakteriološke agentice koje će zaraziti ciljeve koje on odredi. Traži amnestiju za sve svoje zločine u prošlosti i titulu 'grofa Balthazara de Bleuchampa'. Bond kontaktira Dracoa kako bi dignuli u zrak Blofeldovo sjedište.
Napad je bio uspješan i Bond i Blofeld posljednji bježe iz instituta prije njegova konačnog uništenja. Par se upušta u bob-utrku niz Piz Gloriju, s Bondom koji se drži za Blofeldov bob nakon što je ovaj uništio njegov ručnom granatom. Konačno stižu do tri razdjeljka staze nakon čega bob udara u zid odbacuje Blofelda, dok se Bond uspijeva izvući bez ozbiljnijih ozljeda.
Bond i Tracy vjenčavaju se u Portugalu. Odvoze se u Aston Martinu, ali zastaju nakon nekoliko kilometara kako bi maknuli cvijeće s auta. Pokraj njih prolazi sivi Mercedes. Blofeld vozi s ovratnikom oko vrata, a Irma Bunt počinje pucati. Unatoč nekoliko rupa na autu, Bond ostaje neozlijeđen. Brzo ulazi u auto i počne govoriti nešto ženi, i konačno shvaća da je ona mrtva jer mu ne odgovara. Nekoliko trenutaka poslije, nailazi policajac na motociklu našavši ojađenog mladoženju kako oplakuje mrtvu ženu. Pokazujući njezinu vrpcu s vjenčanja, Bond se okreće i objašnjava policajcu da je samo umorna i pospana, dodavši rečenicu: "Imamo sve vrijeme svijeta".

## Vozila i naprave
- Aston Martin DBS - Auto se su filmu pojavljuje u četiri scene: u uvodnoj sekvenci, ispred Bondovog hotela, ispred draguljarnice i kao auto nakon vjenčanja.
- Radioaktivno platno
- Razbijač kodova - Mali uređaj koji razbija kodove trezora i sigurno ih otvara. Osim toga, u filmu služi i kao mini-fotoaparat za slikanje važnih dokumenata.

## Glumci
- George Lazenby - James Bond
- Diana Rigg - Grofica Tracy di Vicenzo
- Ernst Stavro Blofeld - Telly Savalas
- Gabrielle Ferzetti - Marc-Ange Draco
- Ilse Steppat - Irma Bunt
- Lois Maxwell - Gđica. Moneypenny
- George Baker - Sir Hillary Bray
- Bernard Lee - M
- Desmond Llewelyn - Q
- Angela Scoular - Ruby Bartlett
- Catherine Schell - Nancy
- Bernard Horsfall - Campbell
- Yuri Borienko - Gunther

## Vanjske poveznice
- U službi njenog Veličanstva u internetskoj bazi filmova IMDb-a
- U službi njenog Veličanstva na Rotten Tomatoes
- U službi njenog Veličanstva na Box Office Mojo